# Solanum sousanum
Solanum sousanum är en potatisväxtart som beskrevs av Sandra Diane Knapp. Solanum sousanum ingår i släktet skattor som ingår i familjen potatisväxter. Inga underarter finns listade i Catalogue of Life.